# Bartlett (Tennessee)
Pour les articles homonymes, voir Bartlett.
Bartlett est une municipalité américaine située dans le comté de Shelby, au Tennessee. Selon le recensement de 2010, elle compte 54 613 habitants, ce qui en fait la deuxième ville de l'agglomération de Memphis.
En 2010, la municipalité s'étend sur 26,67 milles carrés (69,07 km2).
En 1829, la localité n'est qu'une étape pour diligences sur la route de Nashville. Elle s'appelle alors Union Depot. En 1866, cette communauté d'une centaine d'habitants devient une municipalité et est renommée en l'honneur de Gabriel M. Bartlett, propriétaire d'une plantation.